# Jelcz-Laskowice
Jelcz-Laskowice je město v Polsku v Dolnoslezském vojvodství v okrese Oława, přibližně 22 kilometrů východně od Vratislavi. Vzniklo spojením obcí Jelcz a Laskowice Oławskie dne 1. ledna 1987. V roce 2023 zde žilo 15  109 obyvatel.

## Sport
V roce 2017 se zde ve sportovní hale konala část Světových her pořádaných v nedaleké Vratislavi – závody v halovém veslování.